# Banco Peninsular
El Banco Peninsular, anteriorment Banco Alfaro, va ser una institució financera espanyola, l'origen de la qual es remunta a 1879. Encara que la marca va desaparèixer després de la desintegració de Rumasa, la fitxa bancària segueix activa amb Openbank, del Banc Santander.

## Història
El banc es va constituir per temps indefinit, mitjançant escriptura d'1 de juny de 1879, amb el nom de P. Alfaro i Companyia, S. en C.. Va ser fundat amb un capital inicial de 95.000 pessetes aportat per Jover y Compañía, Pascual Herrero i Mariano González Dueñas, atorgant la gestió a Pelayo Alfaro, que va donar nom a la societat.
En 1947 es va convertir en societat anònima com a Banco Alfaro, S.A. i en 1959 va canviar la seva denominació per la de Banc Peninsular, S.A. En 1970 el Banco Condal de Barcelona es va convertir en accionista majoritari. En 1975 ambdues societats van ser adquirits per la família Ruiz Mateos, passant a formar part del holding Rumasa.
En 1983 Rumasa va ser expropiada pel Govern d'Espanya i, un any més tard, les entitats financeres del grup es van repartir entre els principals bancs privats del país. El Banco Español de Crédito (Banesto) es va adjudicar el Peninsular, que comptava en aquesta data amb una xarxa de 45 oficines i 248 persones en plantilla. La marca va acabar desapareixent poc després.
En 1994 Banesto va ser adquirit pel Banco de Santander, després d'una intervenció del Banc d'Espanya. En 1995 el Santander va constituir Openbank a partir de la fitxa bancària del Banc Peninsular.
Actualment aquest banc forma part del Banc Santander.